# Makedonische Hausmaus
Die Makedonische Hausmaus (Mus macedonicus) ist ein auf der Balkanhalbinsel und in Vorderasien verbreitetes  Nagetier in der Familie der Altweltmäuse. Sie wurde bei ihrer Erstbeschreibung als Unterart des nicht mehr gültigen Taxons Mus hortulanus geführt. Innerhalb der Mäuse zählt die Art zur Untergattung Mus. Laut einer Studie von 2010 stellen die Ährenmaus (Mus spicilegus) und die Makedonische Hausmaus Schwesterarten dar.

## Merkmale
Erwachsene Exemplare sind mit einer Kopf-Rumpf-Länge von 65 bis 98 mm, einer Schwanzlänge von 56 bis 82 mm und einem Gewicht von 11 bis 30 g mittelgroße Mäuse. Allgemein erreichen Weibchen ein höheres Gewicht. Die Hinterfüße sind 12 bis 18 mm lang und die Länge der Ohren beträgt 9 bis 16 mm. Bei der Makedonischen Hausmaus ist die Oberseite mit mehr oder weniger dunklem graubraunen Fell bedeckt, während die Unterseite hellgrau bis weiß ist. Wie bei der gewöhnlichen Hausmaus (Mus musculus) sind die oberen Schneidezähne leicht eingekerbt. Die Weibchen haben zehn paarig angeordnete Zitzen. Der diploide Chromosomensatz dieser Art wird aus 40 Chromosomen gebildet (2n=40).

## Verbreitung
Das Verbreitungsgebiet reicht von Albanien, dem südlichen Serbien und dem zentralen Bulgarien bis nach Griechenland, wo sie auf Peloponnes und auf vielen Mittelmeerinseln fehlt, sowie über die Türkei bis nach Israel, Syrien, in den Norden Iraks, in den Nordwesten Irans und in die Staaten den südlichen Kaukasus. Die Makedonische Hausmaus hält sich meist im Flach- und Hügelland bis 500 Meter Höhe auf. Diese Maus lebt in Buschländern, auf Ackerland, in Olivenhainen und anderen Plantagen, an Straßenbänken, in Wadis sowie auf Dünen. Sie besucht keine dichten Wälder und sie hält sich von dichter städtischer Bebauung fern.

## Lebensweise
Die Art ist nachtaktiv und bewegt sich hauptsächlich auf dem Boden fort. Entgegen dem deutschen Namen besucht sie keine Gebäude. Zur Nahrung der Makedonischen Hausmaus zählen Pflanzensamen und verschiedene andere Pflanzenteile. Während der Fortpflanzungszeit im Frühjahr und Sommer kommen bei Weibchen meist 6 bis 7 Nachkommen und selten bis zu 10 Jungtiere pro Wurf vor.

## Gefährdung
Es sind keine Bedrohungen für den Bestand bekannt und die Gesamtpopulation wird als stabil eingeschätzt. Die IUCN listet die Art als nicht gefährdet (least concern).